# Carex ornithopoda
Carex ornithopoda là một loài thực vật có hoa trong họ Cói. Loài này được Willd. mô tả khoa học đầu tiên năm 1805.

## Hình ảnh

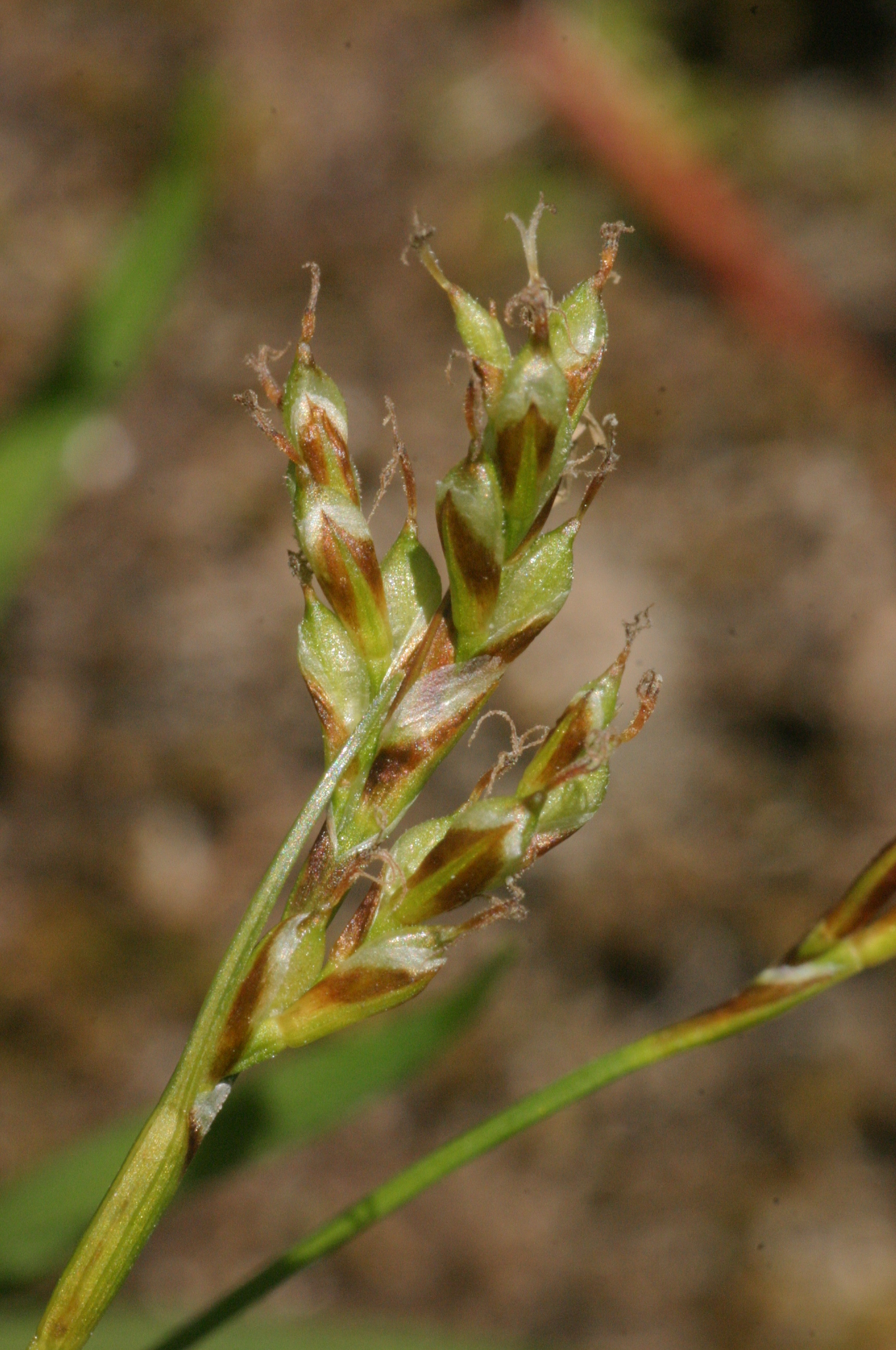
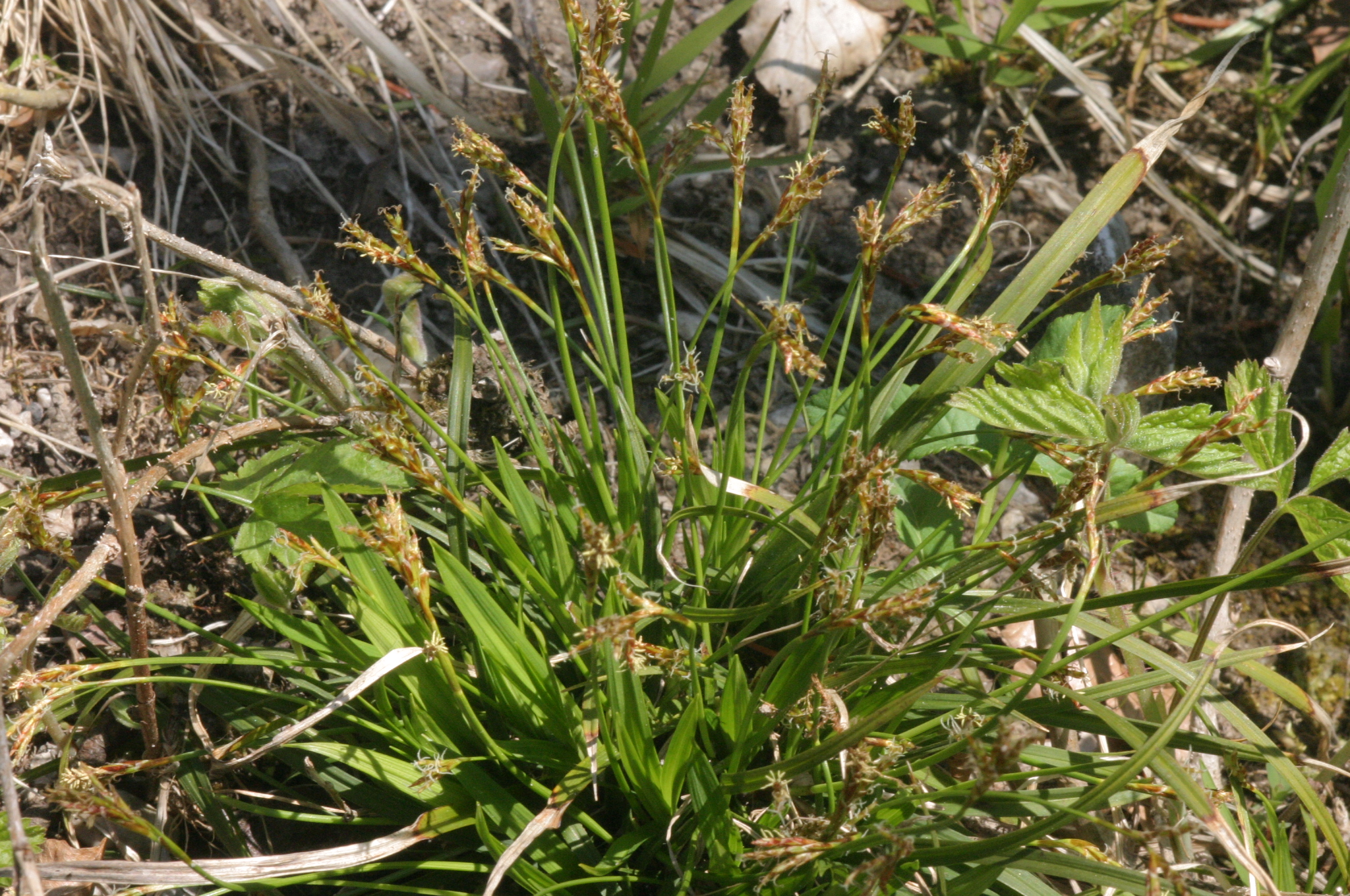
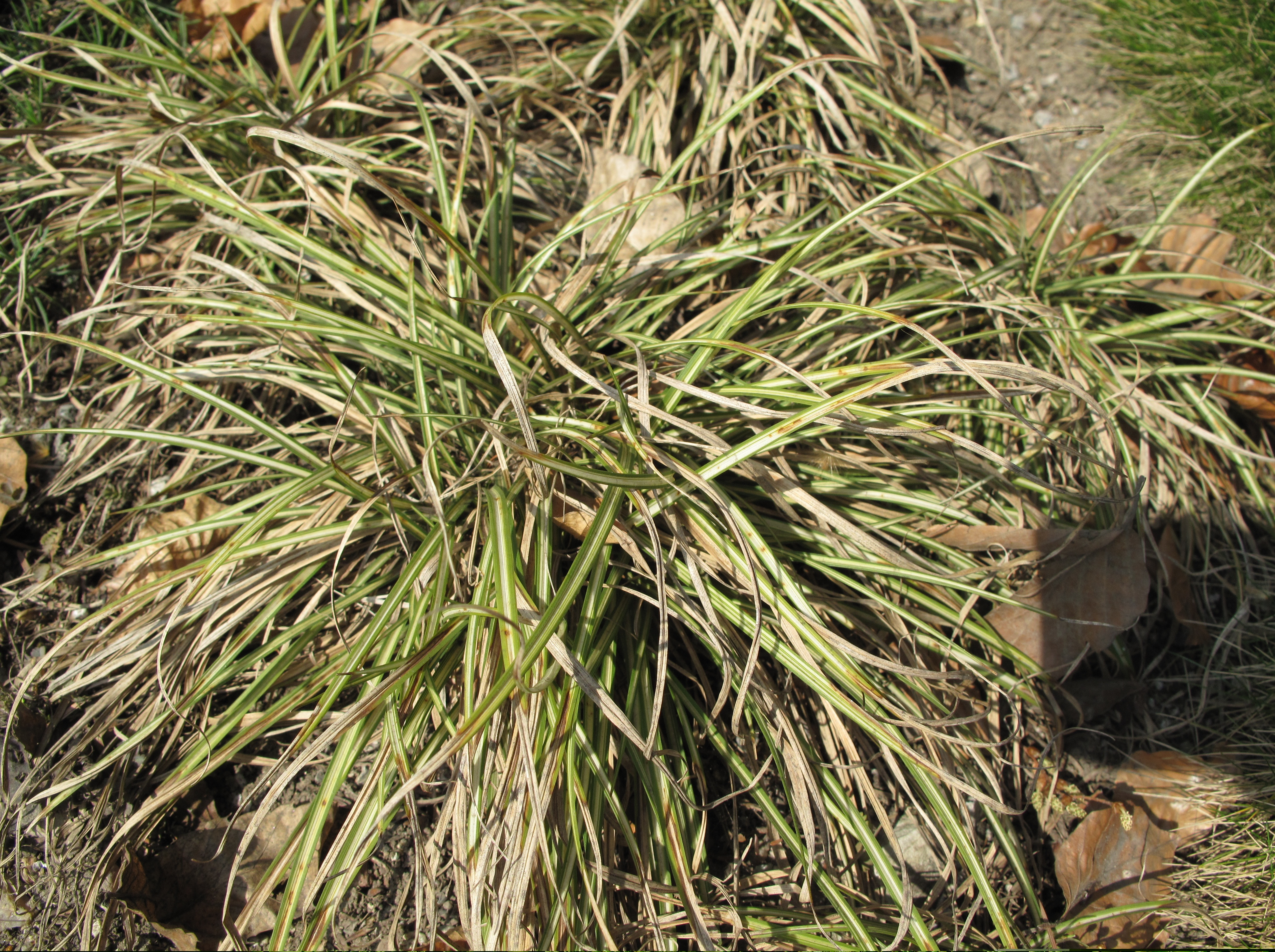
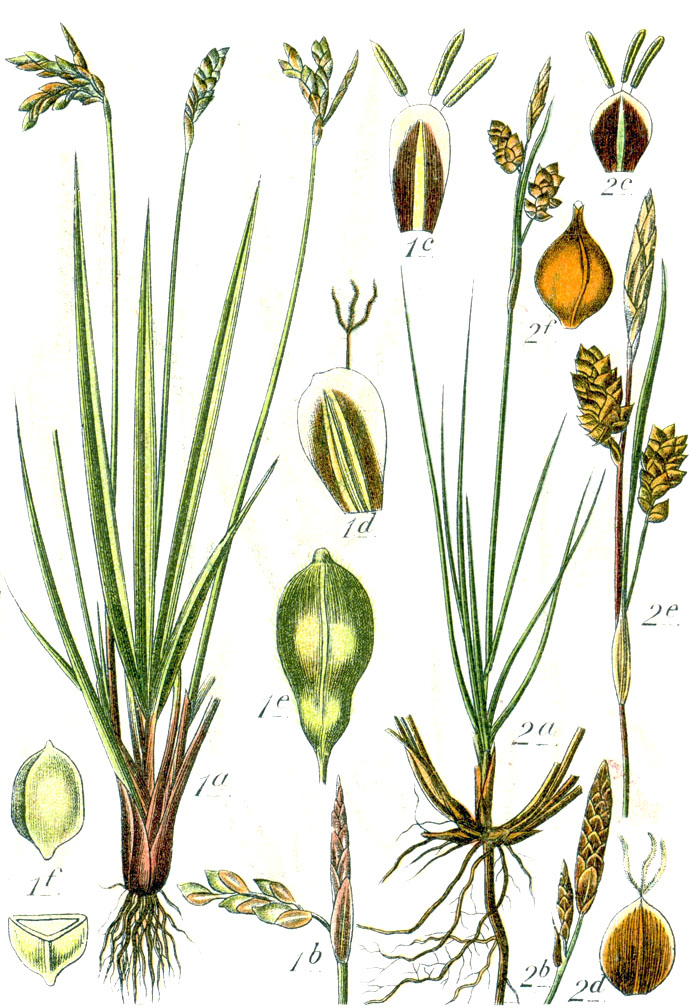